# Куртсеитов, Сейдали Сейфуллаевич
Сейдали́ Сейфулла́евич Куртсеи́тов (крымскотат. Seydali Seyfulla oğlu Qurtseitov, Сейдали Сейфулла огълу Къуртсеитов, 1924, Терменчи, Крымская АССР — 29 января 1944, Долгоруковская яйла) — партизан Крыма, участник Великой Отечественной войны. Доброволец, боец Зуйского партизанского отряда, позднее боец 5-го отряда, командир разведчиков 1-й группы 18-го отряда 1-й бригады Северного соединения. Награждён орденами и медалями. Попал раненным в плен, зверски замучен фашистами.
Памятники С. Куртсеитову установлены на Долгоруковской яйле, на его родине в посёлке Зуя. Его именем названа улица в Симферополе.

## Биография
Куртсеитов Сейдали Сейфуллаевич родился в 1924 году, в деревне Терменчи Зуйского района (ныне село Спокойное, Симферопольского района), крымский татарин. Он стал партизаном в неполные 17 лет добровольцем. В последние дни октября 1941 года он пришел в районный комитет комсомола и убедил зачислить его в партизанский отряд, формирующийся в Зуйском районе.

### Боевой путь
В партизанах с 1 ноября 1941 года. Боец Зуйского партизанского отряда (командир — А. А. Литвиненко, комиссар — Н. Д. Луговой), боец 5-го отряда 2-го сектора. Участвовал в боях 24-25 июня 1942 года во время большого прочёса по обороне высоты 1025, принял бой на передовой Зуйской заставе. Был дважды ранен. «Участвовал в подрыве двух средних танков, двух железнодорожных мостов, двух деревянных мостов, четырёх автомобилей. В составе группы уничтожил до двухсот солдат противника. Показал себя как преданный боец делу Ленина — Сталина». Эвакуирован по воздуху на Большую землю 25 октября 1942 года.
После излечения в Сочи вновь в партизанах в Крыму с июля 1943 года. 15 июля 1943 года переведен в 2-й отряд 1-й бригады. 1 ноября 1943 года в связи притоком пополнения из предгорных деревень Крымский штаб партизанского движения провел переформирование соединений. Командир группы 18-го отряда 1-й бригады. За боевые успехи был награждён правительственными наградами: орденом Красной Звезды, медалью «За отвагу». Он был ранен в третий раз.

### Гибель
В дневнике боевых действий 1-й бригады 29 января 1944 года.записано: «Противник силами до 1500 солдат и офицеров, 11 танков, 4 бронемашины, 3 артбатарей и штурмовой авиации предпринял наступление на рубеж обороны 1-й бригады…». На опушке леса, восточнее высоты 884 (ныне Курган Славы) позицию обороняла группа Куртсеитова. Партизаны отразили несколько атак, но противник имел численное преимущество. Несмотря на полученное ранение, С. Куртсеитов руководил группой, вёл огонь из автомата. Был ранен повторно. Сразу за этим рядом разорвался вражеский снаряд. Каратели овладели позицией и Сейдали Куртсеитов в бессознательном состоянии оказался у них в руках. Враги выкололи ему глаза, отрезали уши. Пригнув два дерева друг к другу, привязали партизана к ним и отпустили кроны. Когда партизаны позднее вернулись на оставленные позиции, они похоронили останки погибших и две части тела командира группы Сейдали Куртсеитова.

## Награды
Награждён: Орден Красной Звезды, медаль «За отвагу», медаль «Партизану Отечественной войны» I степени (Приказ № 97/н от 05.10.43 г.).
Представлялся: Орден Красного Знамени, д. 224, л. 113., Орден Красного Знамени, д. 224, л. 114.

## Память

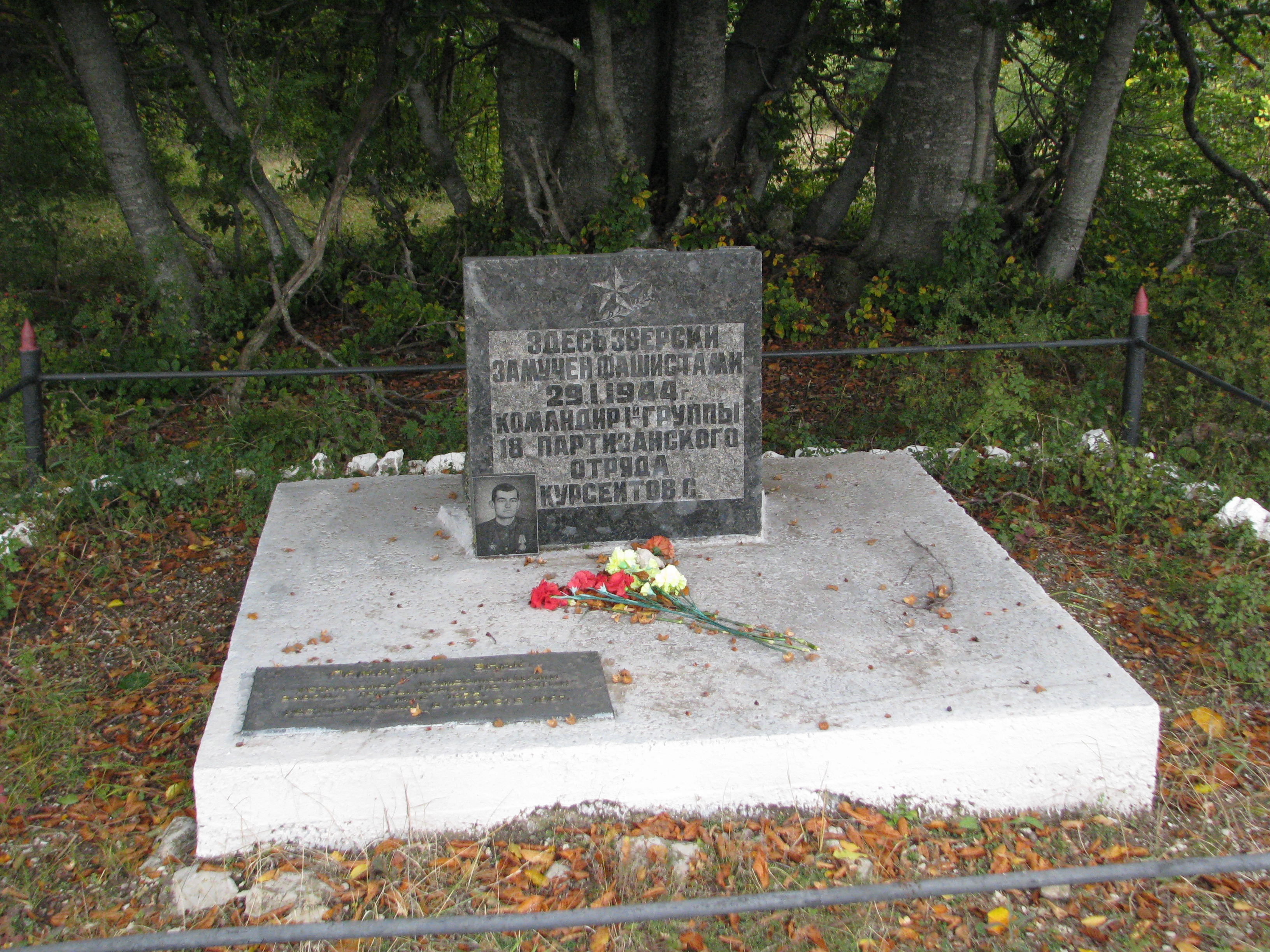
Памятный знак после восстановления. Фото А. Трифонов

#### Памятный знак Куртсеитову Сейдали

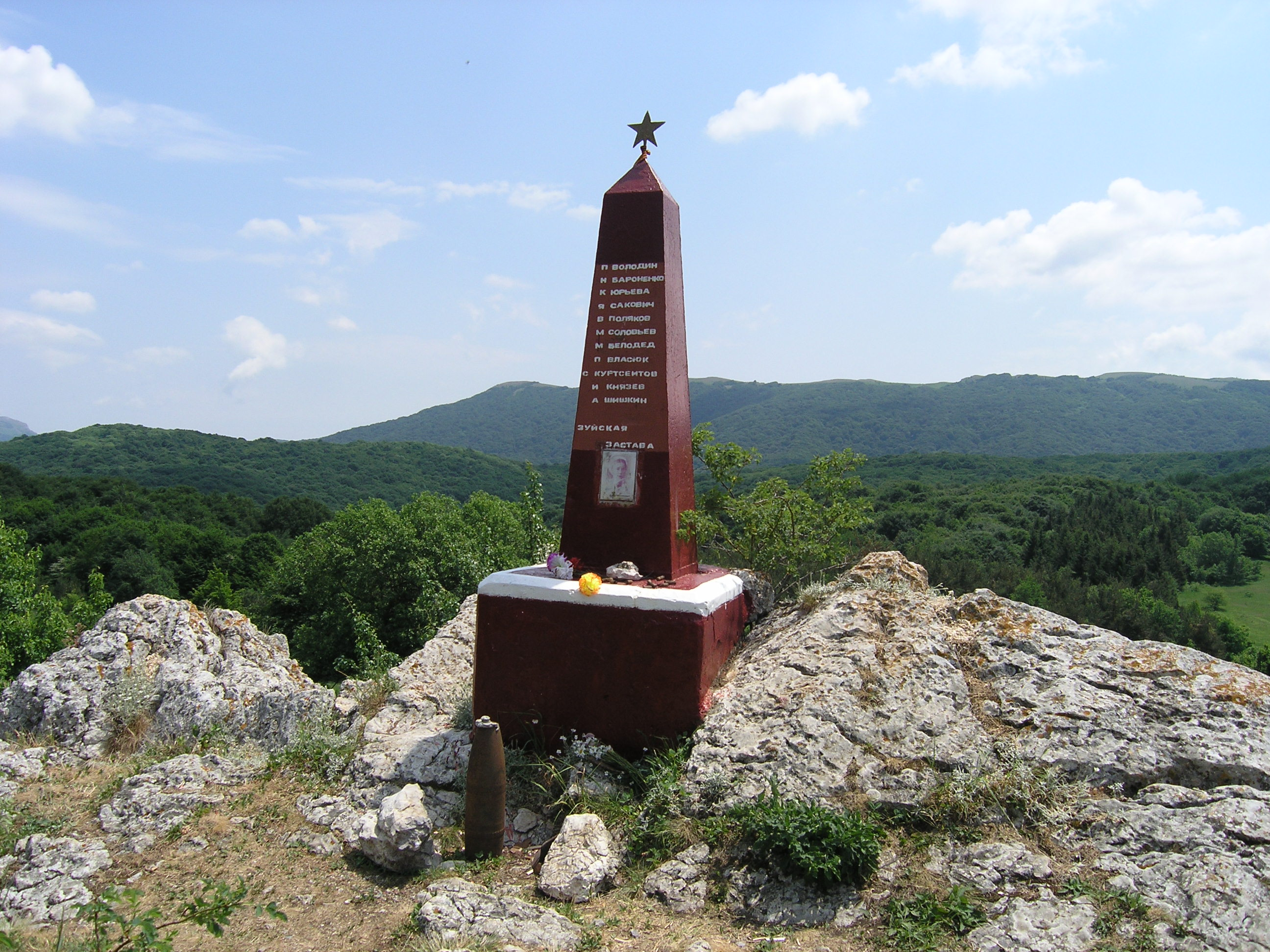
Обелиск на «Зуйской заставе» Фото Е. Калинин

Памятный знак Куртсеитову Сейдали на месте его гибели был установлен в 1975 году комсомольцами Симферопольского завода телевизоров «Фотон». Реставрирован в августе 1987 года. Памятный знак представляет собой бетонное прямоугольное основание, на котором вертикально установлена каменная плита с надписью, в верхней части плиты выбита пятиконечная звезда, в левом нижнем углу на камне портрет С. Куртсеитова. Текст: «Здесь зверски замучен фашистами 29. 1.1944 г. Командир 1-й группы 18-го партизанского отряда Куртсеитов С.». Подвергался разрушению вандалами. Выявленный объект культурного наследия. Взят на учёт приказом Комитета по охране культурного наследия АР Крым от 16.01.2006 № 1.  Объект культурного наследия народов РФ регионального значения. Рег. № 911710919520005 (ЕГРОКН) 44°53′17″ с. ш. 34°23′13″ в. д..

#### Обелиск на «Зуйской заставе»
Обелиск на "Зуйской заставе"был установлен комсомольцами Симферопольской швейной фабрики им. Розы Люксембург в мае 1966 года. Подвергался вандализму. В 2014 году был отреставрирован семьёй Стаценко из Симферополя. Четырёхгранная пирамида со звездой. Фото погибшей К. Юрьевой, фамилии принявших бой: К. Юрьева, Н. Бороненко, Я. Сакович, В. Поляков, М. Соловьёв, М. Белодед, П. Власюк, С. Куртсеитов, И. Князев, А. Шишкин 44°50′23″ с. ш. 34°24′03″ в. д.

#### Памятник в посёлке Зуя
Памятник в посёлке Зуя установлен на ул. Шоссейной, в парке Победы. Текст: «Командир партизанского отряда Сейдали Курсеитов, 1924—1944, уроженец с. Теменчи (Спокойное) Зуйский р-он. Зверски распят фашистами в Зуйских лесах в январе 1944 г. Вечная память героям.» 45°03′15″ с. ш. 34°18′49″ в. д.

#### Улица имени С. Куртсеитова
Его именем названа улица в Симферополе в микрорайоне Хошкельды.